# Hayden Panettiere
Pour les articles homonymes, voir Panettiere.
Hayden Panettiere est une actrice américaine, née le 21 août 1989 à Palisades (New York).
Elle se fait connaître grâce à son interprétation de Claire Bennet dans la série télévisée fantastique Heroes (2006-2010), un rôle qui lui vaut quelques récompenses.
Elle confirme sa percée sur le petit écran en étant à l'affiche de la série télévisée musicale et dramatique Nashville (2012-2018) sur ABC. Son rôle de Juliette Barnes lui permet d'être proposée à deux reprises pour le Golden Globe de la meilleure actrice dans un second rôle dans une série, une mini-série ou un téléfilm.
Parallèlement, elle joue dans quelques longs métrages tels que : I Love You, Beth Cooper, Les Deux Visages d'Amanda, Scream 4 et American Girls 3.
Elle prête aussi sa voix à l'un des personnages principaux de la série de jeux vidéo d'action-RPG, Kingdom Hearts (2002-2013).

## Biographie

### Jeunesse et formation
Hayden Lesley Panettiere est née à Palisades dans le comté de Rockland (État de New York). Elle est la fille de Lesley R. Vogel, une actrice de soap opera, et Alan Lee « Skip » Panettiere, un pompier. Elle a des ancêtres italiens et allemands. « Panettiere » signifie « boulanger » en italien et le nom de jeune fille de sa mère signifie « oiseau » en allemand,. La famille de sa mère est originaire de l'Indiana.
Hayden Panettiere a un frère cadet, Jansen Panettiere, (1994-2023), également acteur,.
Après des études à l'école South Orangetown Middle School de New York, elle suit des cours par correspondance à partir de la seconde, jusqu'à ce qu'elle obtienne son diplôme de fin d'études.

### Carrière

#### Débuts précoces et rôles secondaires
Hayden a commencé à apparaître dans des films publicitaires à onze mois, d'abord dans une publicité pour Playskool.
De 1994 à 1997, elle joue le rôle de Sarah Roberts dans le soap opera d'ABC On ne vit qu'une fois. Dans Haine et Passion (1996-2000), son personnage Lizzie combat la leucémie ; la Leukemia and Lymphoma Society lui remet un prix spécial pour avoir attiré l'attention des téléspectateurs sur la maladie, et amélioré la prise de conscience nationale.
En 1999, à l'âge de 10 ans, elle joue dans La Mélodie de la vie pour la chaîne Lifetime, ce qui lui vaut une nomination au Young Artist Award de la meilleure jeune actrice de moins de 10 ans dans un téléfilm. La même année, le film 1 001 Pattes, dont elle participe à la bande originale, reçoit une nomination pour un Grammy Awards.
En 2000, elle joue dans le drame Le Plus Beau des combats, avant d'intégrer en 2001 la distribution d'Ally McBeal dans le rôle de la fille d'Ally ; Hayden décroche également un rôle récurrent dans Malcolm et fait des apparitions dans New York, unité spéciale.
Au cinéma, elle apparaît dans plus d'une douzaine de longs métrages, plusieurs films réalisés pour la télévision et joue le rôle de la fille de l'entraîneur Yoast, Sheryl, dans le film Le Plus Beau des combats (2000).
En 2002, elle est la voix de Kairi dans la série de jeux vidéo Kingdom Hearts pour la console PlayStation 2.
En 2004, elle enregistre une chanson My Hero Is You pour le film Un père pas comme les autres et un duo avec le musicien Matt White, intitulé Someone Like You, pour le film The Dust Factory. L'année suivante, elle enregistre la chanson I Fly pour le film Ice Princess.

En 2005, Hayden joue le rôle de Channing Walsh dans le film Racing Stripes.

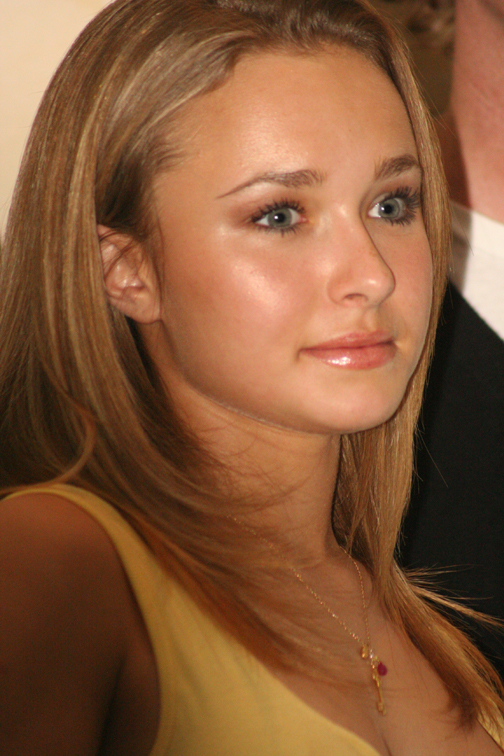
Hayden Panettiere, au Grand Slam de Californie, en avril 2007.

#### Heroeset révélation
Après une excellente interprétation de la fille avide de football du "coach" dans le drame sportif Remember the Titans en 2000, son rôle de Claire Bennet, une jeune pom-pom girl avec un pouvoir de régénération cellulaire spontanée, dans la série Heroes lui apporte une grande notoriété à partir de 2006. Elle devient une invitée régulière des conventions de science-fiction à travers le monde, dont la Gen Con à New York, Comic-Con et Fan Expo Canada.
Ce rôle lui permet de remporter plusieurs prix d'interprétation, dont le : Saturn Award de la meilleure actrice dans un second rôle, le SyFy Genre Award, deux Teen Choice Awards et un prix lors des Young Artist Awards.
Entre 2006 et 2007, elle enregistre deux chansons pour les albums de compilation du label Hollywood Records : Girl Next (2006) et Girl Next 2 (2007).
En 2007, elle enregistre une nouvelle version de la célèbre chanson Cruella De Vil pour l'album de compilation Disneymania 5, ainsi que des reprises de Try pour Le Secret de Terabithia et de I Still Believe pour Le Sortilège de Cendrillon.

Début 2007, Panettiere apparaît dans l'émission Punk'd : Stars piégées produite par Ashton Kutcher sur MTV. Elle joue dans le film Fireflies in the Garden, elle y interprète le personnage d'Emily Watson jeune. En décembre 2007, elle est nommée « Obsession de l'année » par le GQ Magazine. Forbes estime qu'elle a touché deux millions de dollars cette année-là.

Hayden Panettiere, en 2008, pour le lancement de la saison 3 de Heroes.

Le 5 août 2008, à presque 19 ans, Hayden sorti son premier single officiel, intitulé Wake Up Call. La ligne de vêtements Candie's l'utilise pour promouvoir sa marque.
En septembre 2008, elle participe à une vidéo satirique PSA (message d'intérêt public) sur funnyordie.com, intitulée « Hayden Panettiere PSA : votre voix, votre choix. ». En octobre, elle récidive avec « Votez pour McCain : Il est comme George Bush, à part qu'il est âgé et de plus mauvaise humeur ».
L'année suivante, elle joue le rôle de Beth Cooper, la chef des pom-pom girls, dans la comédie pour adolescents I Love You, Beth Cooper. Elle apparaît aussi dans le documentaire The Cove qui dénonce le massacre des dauphins.
En 2010, elle apparaît dans le clip vidéo de Joshua Radin, I'd Rather Be With You. Cette même année marque l'arrêt d'Heroes à la suite d'une forte érosion des audiences.

#### Nashvilleet confirmation

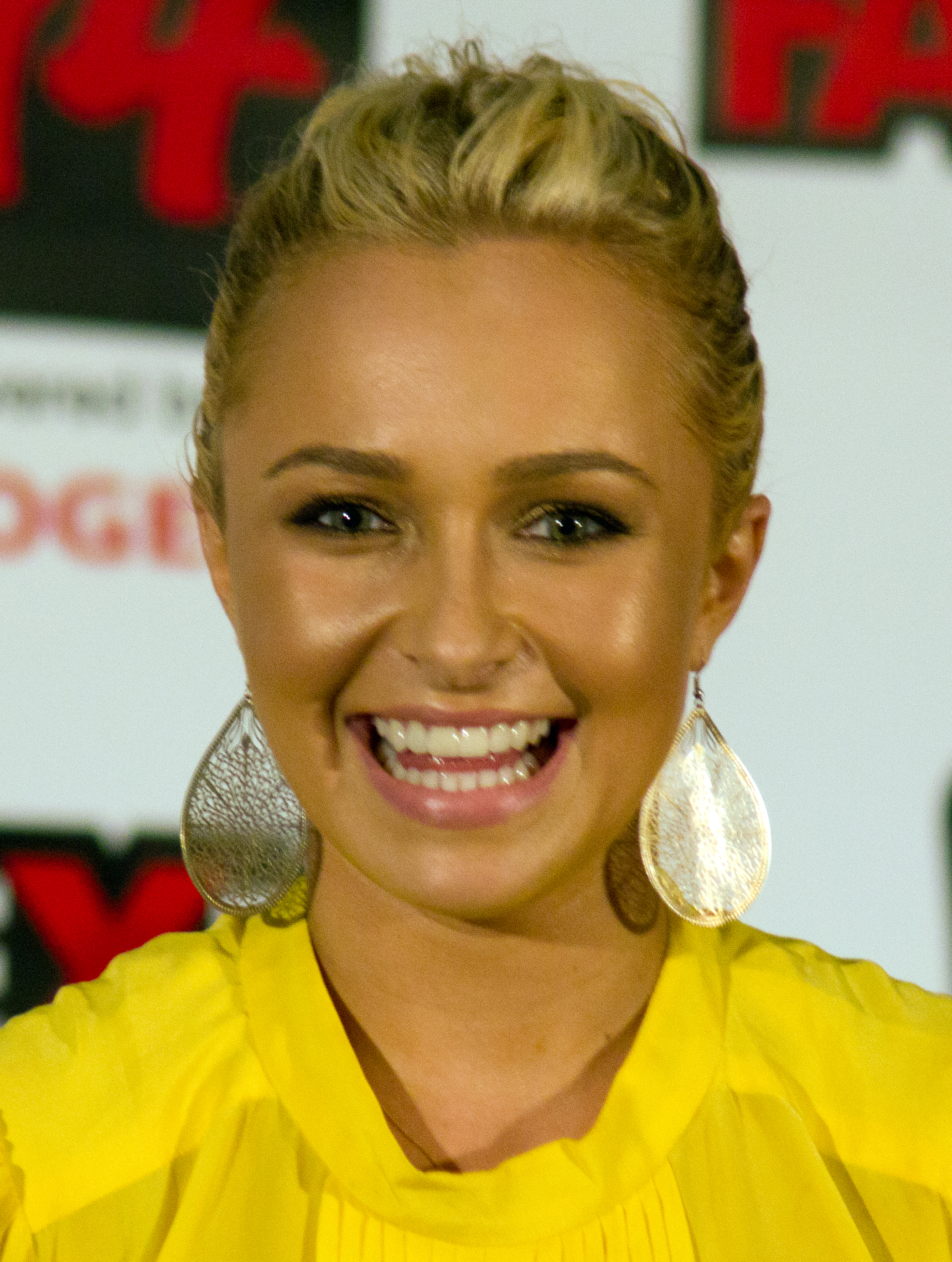
Hayden Panettiere, au Fan Expo 2011, à Toronto.

En 2011, elle joue le rôle d'Amanda Knox dans le film Les Deux Visages d'Amanda, adapté de l'histoire vraie du meurtre de Meredith Kercher, puis dans le film d'horreur Scream 4 aux côtés d'Emma Roberts, Rory Culkin et Courteney Cox.
De 2012 à 2018, l'actrice joue le rôle de Juliette Barnes, jeune star de la musique country, dans la série Nashville diffusée sur ABC, aux côtés de Connie Britton, Eric Close et Charles Esten.

Sa performance lui vaut deux propositions pour le Golden Globe de la meilleure actrice dans un second rôle dans une série, une mini-série ou un téléfilm, en 2013 et 2014. 

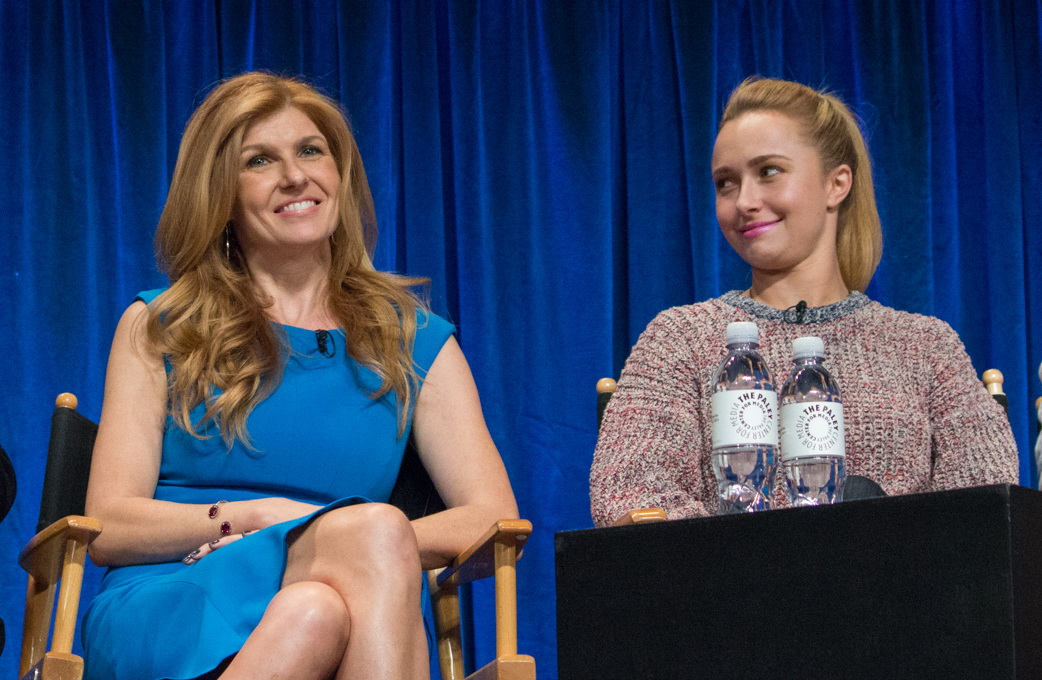
Aux côtés de sa partenaire de Nashville, Connie Britton, au PaleyFest 2013.

Outre plusieurs chansons pour la série Nashville, elle enregistre en 2013 une nouvelle version de The Fabric Of My Life pour la campagne Cotton Incorporated.
En 2015, elle prête ses traits au personnage de Samantha “Sam” dans le jeu vidéo Until Dawn. L'année suivante, elle donne la réplique à Viola Davis pour le drame Custody.
En 2018, après six saisons et plus de cent vingt épisodes, la série musicale Nashville tire sa révérence.

## Vie privée
Après avoir été en couple avec l'acteur, Stephen Colletti, d'avril 2006 à novembre 2008, Hayden a brièvement fréquenté son partenaire dans Heroes, Milo Ventimiglia, de novembre 2008 à février 2009.
En mai 2009, elle a eu une aventure avec Steve Jones, un candidat de télé-réalité britannique, puis elle a également eu une liaison avec un homme d'affaires, Harry Morton, d'août à septembre 2009.
En décembre 2009, Hayden devient la compagne du boxeur ukrainien, Wladimir Klitschko, de treize ans son aîné, mais ils se séparent en mai 2011. Le mois suivant, elle se met en couple avec le joueur de football américain, Scotty McKnight mais ils se sépareront un an et demi plus tard, en décembre 2012. En avril 2013, elle se remet avec Wladimir, avec qui elle se fiance six mois plus tard. Le 9 décembre 2014, elle donne naissance à leur fille, prénommée Kaya Evdokia Klitschko. Hayden a publiquement révélé avoir souffert d'une dépression post-partum sévère après la naissance de sa fille — dépression qui a duré pendant près d'un an et demi — et qu'elle se faisait soigner dans une clinique. En juin 2018, Hayden et Wladimir se séparent au bout de cinq ans de vie commune.
En août 2018, elle officialise sa relation avec un dénommé Brian Hickerson. En mai 2019, le jeune homme est arrêté par la police, suspecté d'avoir battu sa petite amie. Le 14 février 2020, Brian Hickerson est de nouveau appréhendé par la police le soir de la Saint-Valentin, vers 2 h 30 du matin, après avoir donné un coup de poing sur le côté droit du visage de Hayden, qui a ensuite dit aux médias « [s]e porter bien ». Cette même année, Hickerson et Hayden se séparent. Hickerson est arrêté et condamné à la prison pour lésions corporelles sur sa conjointe, voies de fait et intimidation d'un témoin. Les accusations découlent d'incidents survenus entre mai 2019 et juin 2020. Malgré ces violences, Panettiere et Hickerson sont restés amis depuis sa sortie de prison.
En juillet 2022, l'actrice se livre au magazine People concernant sa dépression, notamment causée par son addiction aux opioïdes et à l'alcool depuis le début de sa carrière.

## Filmographie

### Cinéma

#### Films
- 1998 : L'Objet de mon affection (The Object of My Affection) de Nicholas Hytner : sirène
- 1999 : Une bouteille à la mer (Message in a Bottle) de Luis Mandoki : la fille sur le bateau qui coule
- 2000 : Le Plus Beau des combats (Remember the Titans) de Boaz Yakin : Sheryl Yoast
- 2001 : Super papa (Joe Somebody) de John Pasquin : Natalie Scheffer
- 2001 : L'affaire du collier (The Affair of the Necklace) de Charles Shyer : Jeanne de Valois-Saint-Rémy jeune
- 2004 : The Dust Factory d'Eric Small : Melanie Lewis
- 2004 : Fashion Maman (Raising Helen) de Garry Marshall : Audrey Davis
- 2005 : Princesse on Ice (Ice Princess) de Tim Fywell : Gen Harwood
- 2005 : Zig Zag, l'étalon zébré (Racing Stripes) de Frederik Du Chau : Channing Walsh
- 2006 : The Architect de Matt Tauber : Christina Waters
- 2006 : The Good Student de David Ostry : Allyson Palmer
- 2006 : American Girls 3 (Bring It On: All or Nothing) de Steve Rash : Britney Allen (vidéofilm)
- 2007 : Shanghai Kiss de Kern Konwiser et David Ren : Adelaide
- 2008 : Fireflies in the Garden de Dennis Lee : Jane Lawrence jeune
- 2009 : The Cove de Louie Psihoyos : elle-même
- 2009 : I Love You, Beth Cooper de Chris Columbus : Beth Cooper
- 2011 : Scream 4 de Wes Craven : Kirby Reed
- 2012 : The Forger de Lawrence Roeck : Amber
- 2016 : Custody de James Lapine : Ally Fisher
- 2019 : Berlin, I Love You
- 2022 : Scream de Matt Bettinelli-Olpin et Tyler Gillett : une invitée chez Amber (voix, non crédité)
- 2023 : Scream 6 de Matt Bettinelli-Olpin et Tyler Gillett : Kirby Reed
- 2024 : Amber Alert de Kerry Bellessa : Jacqueline / Jaq

#### Films d'animation
- 1999 : 1 001 Pattes (A Bug's Life) de John Lasseter : princesse Couette
- 2000 : Dinosaure d'Eric Leighton et Ralph Zondag : Suri
- 2008 : Scooby-Doo et la Créature des ténèbres (Scooby Doo and the Goblin King) de Joe Sichta : princesse Willow (vidéofilm)
- 2010 : Alpha et Oméga d'Anthony Bell et Ben Gluck : Kate
- 2011 : La Revanche du Petit Chaperon rouge (Hoodwinked too!) de Mike Disa : Rouge

### Télévision

#### Téléfilms
- 1996 : How do you spell God? d'Ellen Goosenberg Kent : Megan Blackwood
- 1999 : La Vie secrète d'une milliardaire (Too Rich: The Secret Life of Doris Duke) de John Erman : Doris Duke jeune
- 1999 : La Mélodie de la vie (If you believe) d'Alan Metzger : Susan Stone jeune/ Alice Stone
- 2001 : Chestnut Hill de Don Scardino : Molly Eastman
- 2003 : Normal de Jane Anderson : Patty Ann Applewood
- 2004 : Un père pas comme les autres de Duwayne Dunham : Maddie
- 2005 : Les Mensonges d'une mère (Lies My Mother Told Me) de Christian Duguay : Haylei Sims
- 2011 : Les Deux Visages d'Amanda de Robert Dornhelm : Amanda Knox

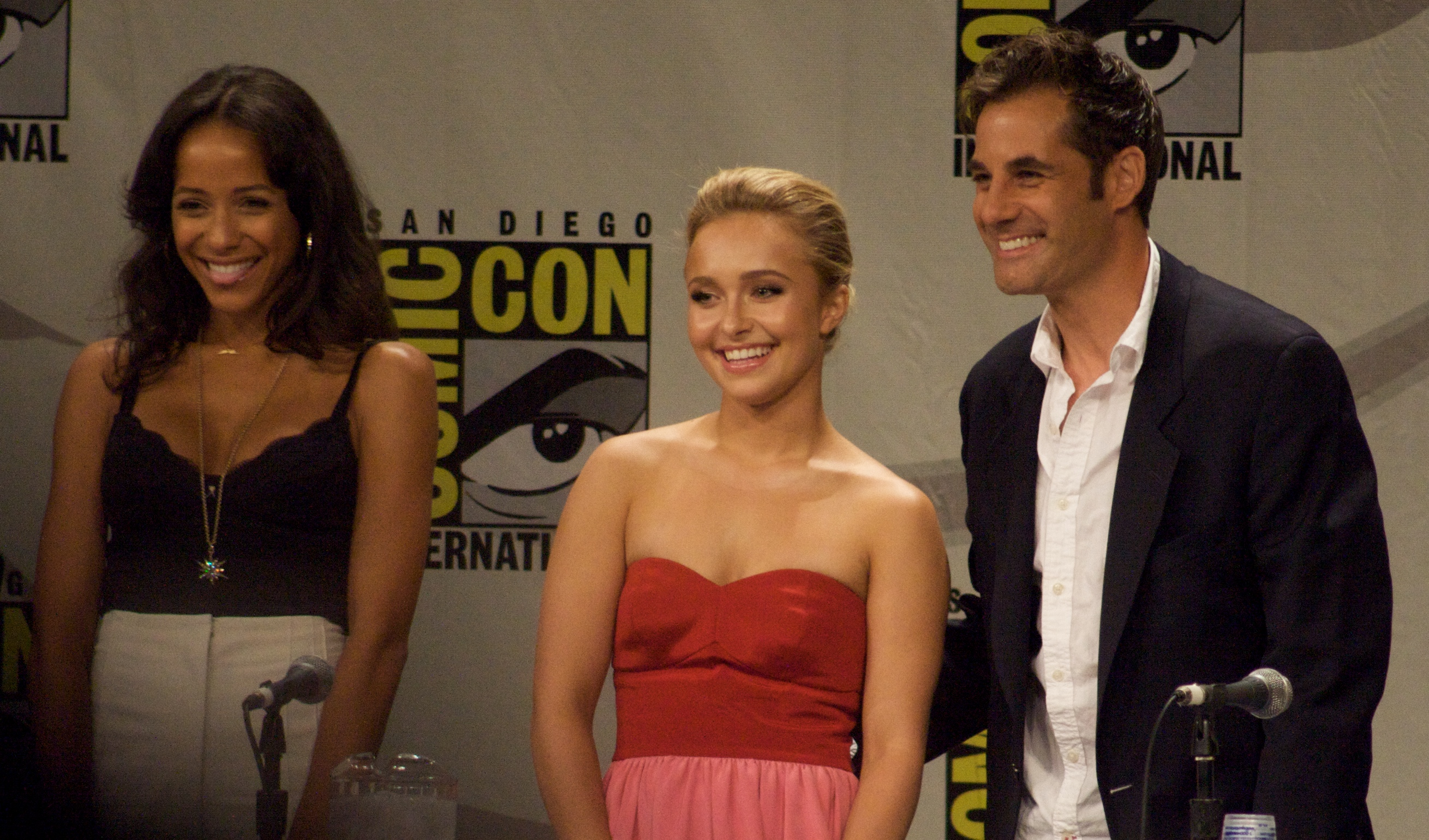
Dania Ramirez, Hayden Panettiere et Adrian Pasdar au Comic-Con 2008 pour la promotion de la série télévisée Heroes.

#### Séries télévisées
- 1994-1997 : On ne vit qu'une fois (One Life to Live) : Sarah Victoria « Flash » Roberts (25 épisodes)
- 1996 : Aliens in the Family : une jeune fille (1 épisode)
- 1998 : De mères en filles (A Will of Their Own) : une jeune fille
- 1998-2000 : Haine et Passion (The Guiding Light) : Elizabeth « Lizzie » Spaulding (41 épisodes)
- 1999 : Les Anges du bonheur (Touched by an Angel) : Diana (1 épisode)
- 2000 : New York, unité spéciale (Law & Order : Special Victims Unit) : Ashley (saison 2 épisode 11)
- 2002 : Ally McBeal : Maddie Harrington (saison 5, 12 épisodes)
- 2003-2005 : Malcolm (Malcolm in the Middle) : Jessica (saison 4, épisode 13 ; saison 6, épisode 4 ; saison 7, épisodes 5-6)
- 2005 : New York, unité spéciale (Law & Order: Special Victims Unit) : Angela Agnelli (saison 6, épisode 15)
- 2006 : Commander in Chief : Stacy (1 épisode)
- 2006 : Skater Boys : Kassidy Parker 2 (1 épisode)
- 2006-2010 : Heroes : Claire Bennet (74 épisodes)
- 2012-2018 : Nashville : Juliette Barnes (124 épisodes)

#### Séries d'animation
- 2004 : Fillmore ! : Yumi (saison 2, épisode 22)
- 2007 : Robot Chicken : Cheetara (saison 3, épisode 6)
- 2010 : American Dad! : Ashley (1 épisode)

### Jeux vidéo
- 1998 : 1 001 Pattes : princesse Couette
- 2002 : Kingdom Hearts : Kairi (doublage, version anglophone)
- 2002 : The Mark of Kri : Tati
- 2006 : Kingdom Hearts 2 : Kairi (doublage, version anglophone)
- 2010 : Kingdom Hearts: Birth by Sleep : Kairi (doublage, version anglophone)
- 2012 : Kingdom Hearts 3D: Dream Drop Distance: Xion (doublage, version anglophone)
- 2013 : Kingdom Hearts HD 1.5 Remix : Kairi (doublage, version anglophone)
- 2015 : Until Dawn : Sam

#### Clips vidéo
- 2010 : I'd Rather Be with You de Joshua Radin : la petite amie
- 2013 : 1994 de Jason Aldean : elle-même

## Discographie

### Singles
- 2008 : Wake Up Call
- 2012 : Telescope, extrait de The Music of Nashville: Season 1 Volume 1
- 2013 : Fame, téléchargement numérique seulement
- 2013 : Hypnotizing, extrait de The Music of Nashville: Season 1 Volume 2
- 2014 : Crazy (tradition version), téléchargement numérique seulement
- 2014 : White Christmas, extrait de Christmas With Nashville
- 2015 : Crazy (duet version with Steven Tyler), extrait de The Music of Nashville: Season 4 Volume 1

### Bandes originales
- 2003 : Someone Like You (feat. Matt White) dans The Dust Factory
- 2004 : My Hero Is You dans Un père pas comme les autres (en)
- 2005 : I Fly dans Ice Princess
- 2006 : Your New Girlfriend dans Smackers Presents: Girl Next
- 2006 : That Girl dans American Girls 3
- 2007 : I Still Believe dans Le Sortilège de Cendrillon
- 2007 : Try dans Le Secret de Terabithia
- 2007 : Cruella De Vil dans DisneyMania 5
- 2007 : Go to Girl dans Smackers Presents: Girl Next 2
- 2007 : Home dans Shanghai Kiss
- 2011 : I Can Do It Alone et Inseparable dans La Revanche du Petit Chaperon rouge
- 2012 : Undermine (feat. Charles Esten) pour Nashville
- 2012 : Wrong Song (feat. Connie Britton) pour Nashville
- 2012 : Love Like Mine pour Nashville
- 2012 : Telescope pour Nashville
- 2012 : Boys and Buses pour Nashville
- 2012 : Yellin' From The Rooftop pour Nashville
- 2012 : For Your Glory pour Nashville
- 2013 : This Love Ain't Big Enough
- 2013 : Dreams
- 2013 : We Are Water pour Nashville
- 2013 : Hypnotizing pour Nashville
- 2013 : Nothing in This World Will Ever Break My Heart Again pour Nashville
- 2013 : Consider Me pour Nashville
- 2013 : I'm A Girl pour Nashville
- 2013 : Used pour Nashville
- 2013 : Hangin' On A Lie pour Nashville
- 2013 : Trouble Is pour Nashville
- 2013 : Can't Say No To You (feat. Chris Carmack) pour Nashville
- 2014 : Tell That Devil
- 2014 : Crazy
- 2014 : He Ain't Gonna Change (feat. Connie Britton) pour Nashville
- 2014 : Don't Put Dirt on My Grave Just Yet pour Nashville
- 2014 : Everything I'll Ever Need (feat. Jonathan Jackson) pour Nashville

### Clips
- 2004 : My Hero Is You
- 2004 : Someone Like You (feat. Matt White)
- 2005 : I Fly
- 2006 : I Still Believe
- 2008 : Wake Up Call
- 2011 : I Can Do It Alone
- 2012 : Telescope
- 2012 : Fame (feat. Richard Madenfort)
- 2013 : The Fabric of My Life

## Distinctions

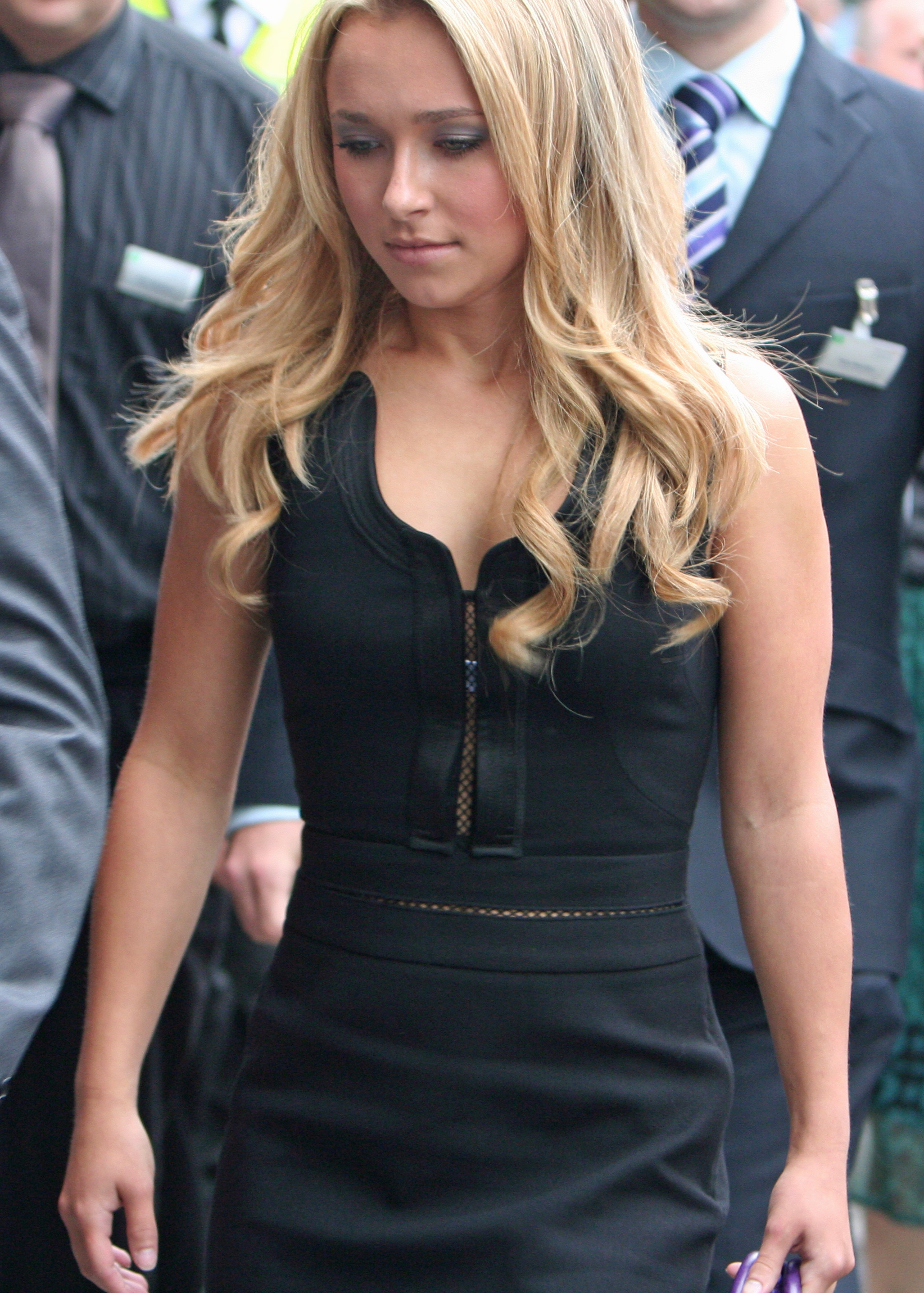
En 2007, pour la promotion britannique de la série Heroes.

Sauf indication contraire ou complémentaire, les informations mentionnées dans cette section proviennent de la base de données IMDb.

### Récompenses
- 2001 : Young Artist Awards de la meilleure performance pour une jeune actrice dans un second rôle dans un drame pour Le Plus Beau des combats (2000).
- 2007 : Capri de la meilleure actrice dans une série télévisée de science-fiction pour Heroes (2006-2010) pour le rôle de Claire Bennet.
- 2007 : Festival du film de Newport Beach de la meilleure actrice dans une comédie dramatique pour Shanghai Kiss (2007).
- 33e cérémonie des Saturn Awards 2007 : Meilleure actrice dans un second rôle dans une série télévisée de science-fiction pour Heroes (2006-2010) pour le rôle de Claire Bennet.
- 2007 : Scream Awards de la meilleure révélation féminine dans une série télévisée de science-fiction pour Heroes (2006-2010) pour le rôle de Claire Bennet.
- 2007 : SyFy Genre Awards de la meilleure jeune actrice dans une série télévisée de science-fiction pour Heroes (2006-2010) pour le rôle de Claire Bennet.
- 9e cérémonie des Teen Choice Awards 2007 : Meilleure actrice dans une série télévisée de science-fiction pour Heroes (2006-2010) pour le rôle de Claire Bennet.
- 2007 : Vail Film Festival de la meilleure révélation féminine dans une série télévisée de science-fiction pour Heroes (2006-2010) pour le rôle de Claire Bennet.
- 2007 : Young Artist Awards de la meilleure performance pour une jeune actrice dans un second rôle dans une série télévisée dans une série télévisée de science-fiction pour Heroes (2006-2010) pour le rôle de Claire Bennet.
- Genesis Awards 2008 : Lauréate du Trophée Wyler.
- Teen Choice Awards 2008 : Meilleure actrice dans une série télévisée de science-fiction pour Heroes (2006-2010) pour le rôle de Claire Bennet.
- Environmental Media Awards 2013 : Lauréate du Trophée EMA Futures.

### Nominations
- 1999 : Young Artist Awards de la meilleure performance vocale par une jeune actrice dans un jeu vidéo pour 1 001 Pattes.
- YoungStar Awards 2000 : 
  - Meilleure performance de doublage par une jeune actrice dans un drame d'animation pour Dinosaure.
  - Meilleure performance par une jeune actrice dans une série télévisée dramatique pour Haine et Passion.
- 2000 : Las Vegas Film Critics Society Awards de la meilleure jeune actrice dans un drame biographique pour Le Plus Beau des combatset dans un drame d'animation pour Dinosaure.
- 2000 : Young Artist Awards de la meilleure performance par une jeune actrice dans une mini-série ou un téléfilm pour La Mélodie de la vie.
- 2001 : Phoenix Film Critics Society Awards de la meilleure jeune actrice dans un drame biographique pour Le Plus Beau des combats.
- 2002 : Young Artist Awards de la meilleure performance par une jeune actrice principale dans une comédie pour Super papa.
- 2005 : Young Artist Awards de la meilleure performance pour une jeune actrice principale dans un téléfilm ou une mini-série pour Tiger Cruise.
- 2007 : Gold Derby Awards de la meilleure interprétation de l'année dans une série télévisée de science-fiction pour Heroes pour le rôle de Claire Bennet.
- 2007 : Scream Awards de l'héroïne la plus sexy dans Heroes (2006-2010) pour le rôle de Claire Bennet.
- 9e cérémonie des Teen Choice Awards 2007 : Révélation à la télévision dans Heroes pour le rôle de Claire Bennet.
- 2008 : Festival de télévision de Monte-Carlo de la meilleure actrice pour Heroes pour le rôle de Claire Bennet.
- 34e cérémonie des Saturn Awards 2008 : Meilleure actrice dans un second rôle pour Heroes pour le rôle de Claire Bennet.
- 2008 : Scream Awards pour Heroes pour le rôle de Claire Bennet.
- 2008 : SFX Awards de la meilleure actrice pour Heroes pour le rôle de Claire Bennet.
- 35e cérémonie des Saturn Awards 2009 : Meilleure actrice dans un second rôle pour Heroes pour le rôle de Claire Bennet.
- 11e cérémonie des Teen Choice Awards 2009 : Meilleure actrice dans une comédie pour I Love You, Beth Cooper (2008).
- 36e cérémonie des Saturn Awards 2010 : Meilleure actrice dans un second rôle pour Heroes pour le rôle de Claire Bennet.
- 12e cérémonie des Teen Choice Awards 2010 : Meilleure actrice dans une série télévisée de science-fiction pour Heroes pour le rôle de Claire Bennet.
- 2011 : Fright Meter Awards de la meilleure actrice dans un second rôle dans un drame d'horreur pour Scream 4.
- 17e cérémonie des Satellite Awards 2012 : Meilleure actrice dans une série dramatique pour Nashville.
- 70e cérémonie des Golden Globes 2013 : Meilleure actrice dans un second rôle dans une série, une mini-série ou un téléfilm pour Nashville.
- 15e cérémonie des Teen Choice Awards 2013 : Meilleure actrice dans une série télévisée pour Nashville.
- 71e cérémonie des Golden Globes 2014 : Meilleure actrice dans un second rôle dans une série, une mini-série ou un téléfilm pour Nashville .
- 2014 : Prism Award de la meilleure actrice dans une série, une mini-série ou un téléfilm pour Nashville .
- 41e cérémonie des People's Choice Awards 2015 : Actrice préférée dans une série télévisée pour Nashville.
- 15e cérémonie des Teen Choice Awards 2015 : Meilleure actrice dans une série télévisée pour Nashville.
- 7e cérémonie des Critics' Choice Television Awards 2016 : Meilleure actrice dans un second rôle dans une série dramatique pour Nashville.

## Voix francophones
En version française, Kelly Marot la double entre 2000 et 2005 dans Le Plus Beau des combats, Malcolm et Fashion Maman. En parallèle, elle est doublée par Manon Azem dans L'Affaire du collier, Camille Donda dans Super papa et Marie-Charlotte Dutot dans Ally McBeal.
Olga Sokolow la double entre 2006 et 2011 dans Heroes, Scream 4 et Les Deux Visages d'Amanda. En parallèle, elle est doublée par Edwige Lemoine dans American Girls 3 et Audrey D'Hulstère dans I Love You, Beth Cooper. Par la suite, elle est doublée par Mélanie Dermont dans Nashville, Geneviève Doang dans Custody et Claire Morin dans Scream 6.
En version québécoise, elle est notamment doublée par Stéfanie Dolan dans Tante Helen, Une princesse sur la glace, Zig Zag, l'étalon zébré, Des lucioles dans le jardin, Je t'aime, Beth Cooper et Frissons 4. Elle est également doublée par Claudia Laurie-Corbeil dans Joe quelqu'un et Mélissa Hoffmann dans En souvenir des Titans.